# Гартфорд (Нью-Йорк)
Гартфорд (англ. Hartford) — місто (англ. town) в США, в окрузі Вашингтон штату Нью-Йорк. Населення — 2193 особи (2020).

## Демографія
Згідно з переписом 2010 року, у місті мешкало 2269 осіб у 852 домогосподарствах у складі 656 родин. Було 929 помешкань
Расовий склад населення:
| - 98,3 % — білих - 0,3 % — корінних американців - 0,3 % — азіатів - 0,2 % — чорних або афроамериканців |

До двох чи більше рас належало 0,9 %. Частка іспаномовних становила 1,5 % від усіх жителів.
За віковим діапазоном населення розподілялося таким чином: 23,5 % — особи молодші 18 років, 63,9 % — особи у віці 18—64 років, 12,6 % — особи у віці 65 років та старші. Медіана віку мешканця становила 41,8 року. На 100 осіб жіночої статі у місті припадало 101,9 чоловіків; на 100 жінок у віці від 18 років та старших — 97,6 чоловіків також старших 18 років.
Середній дохід на одне домашнє господарство становив 68 981 долар США (медіана — 60 774), а середній дохід на одну сім'ю — 73 072 долари (медіана — 68 750). Медіана доходів становила 51 438 доларів для чоловіків та 37 206 доларів для жінок. За межею бідності перебувало 12,9 % осіб, у тому числі 25,3 % дітей у віці до 18 років та 7,1 % осіб у віці 65 років та старших.
Цивільне працевлаштоване населення становило 1066 осіб. Основні галузі зайнятості: освіта, охорона здоров'я та соціальна допомога — 30,0 %, виробництво — 19,3 %, роздрібна торгівля — 13,1 %, будівництво — 10,0 %.